# Niewidzialny (film 2005)
Niewidzialny (ang. Stealth) – amerykański film akcji z elementami science-fiction, thrillera oraz filmu sensacyjnego. Został wyprodukowany w 2005 roku przez Columbia Pictures. Główne role odtwarzają: Josh Lucas, Jessica Biel i Jamie Foxx. Obraz został wyreżyserowany przez Roba Cohena. Jego budżet wynosił 135 milionów dolarów.

## Obsada
- Josh Lucas – porucznik Ben Gannon
- Jessica Biel – porucznik Kara Wade
- Jamie Foxx – porucznik Henry Purcell
- Sam Shepard – kapitan George Cummings
- Joe Morton – Dick Marshfield
- Richard Roxburgh – Keith Orbit
- Wentworth Miller – głos Ediego

## Opis fabuły

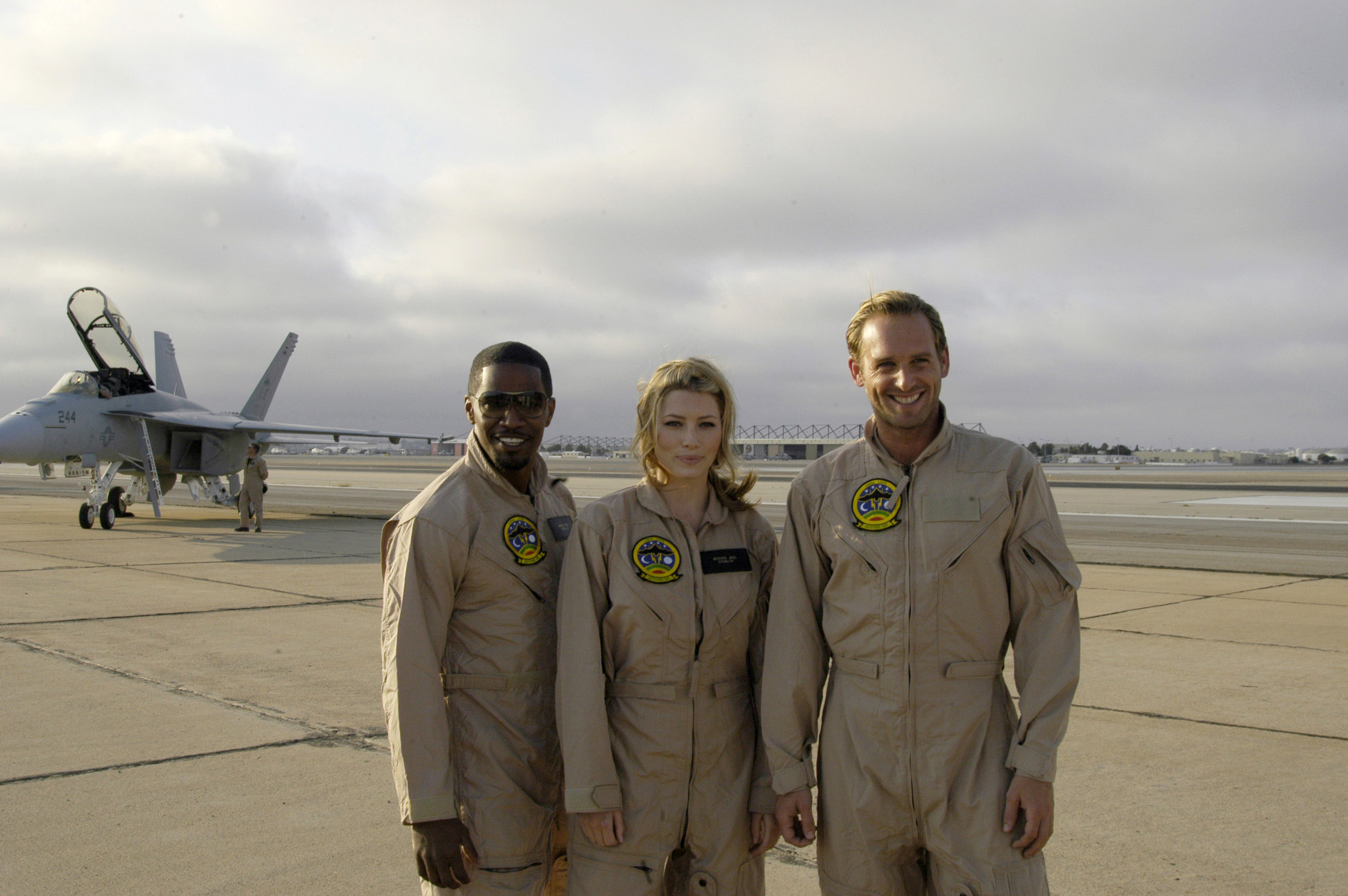
Od lewej: Jamie Foxx, Jessica Biel i Josh Lucas

Jest niedaleka przyszłość. W związku z rosnącym zagrożeniem terrorystycznym Marynarka Wojenna Stanów Zjednoczonych decyduje się stworzyć nowy program szybkiej eksterminacji zagrożeń. Są to trzy prototypowe samoloty, zwane Szponami (ang.:Talons, nieraz tłumaczone jako Pazury). Dzięki silnikom Scramjet mogą osiągnąć prędkość do 5 machów, a specjalne poszycie zapewnia im niewidzialność dla radarów. Oblatywaczami samolotów zostaje trójka najlepszych pilotów: Ben Gannon (Josh Lucas), Henry Purcell (Jamie Foxx) oraz piękna Kara Wade (Jessica Biel). Koordynatorem projektu zostaje kapitan George Cummings (Sam Shepard). Podczas misji treningowej udaje im się osiągnąć efektywność 100/100. Pentagon zadowolony takimi wynikami decyduje się przydzielić ich do lotniskowca USS Abraham Lincoln, będącym obecnie na Morzu Filipińskim. Piloci dowiadują się też, że ma tam do nich dołączyć nowy – czwarty skrzydłowy.

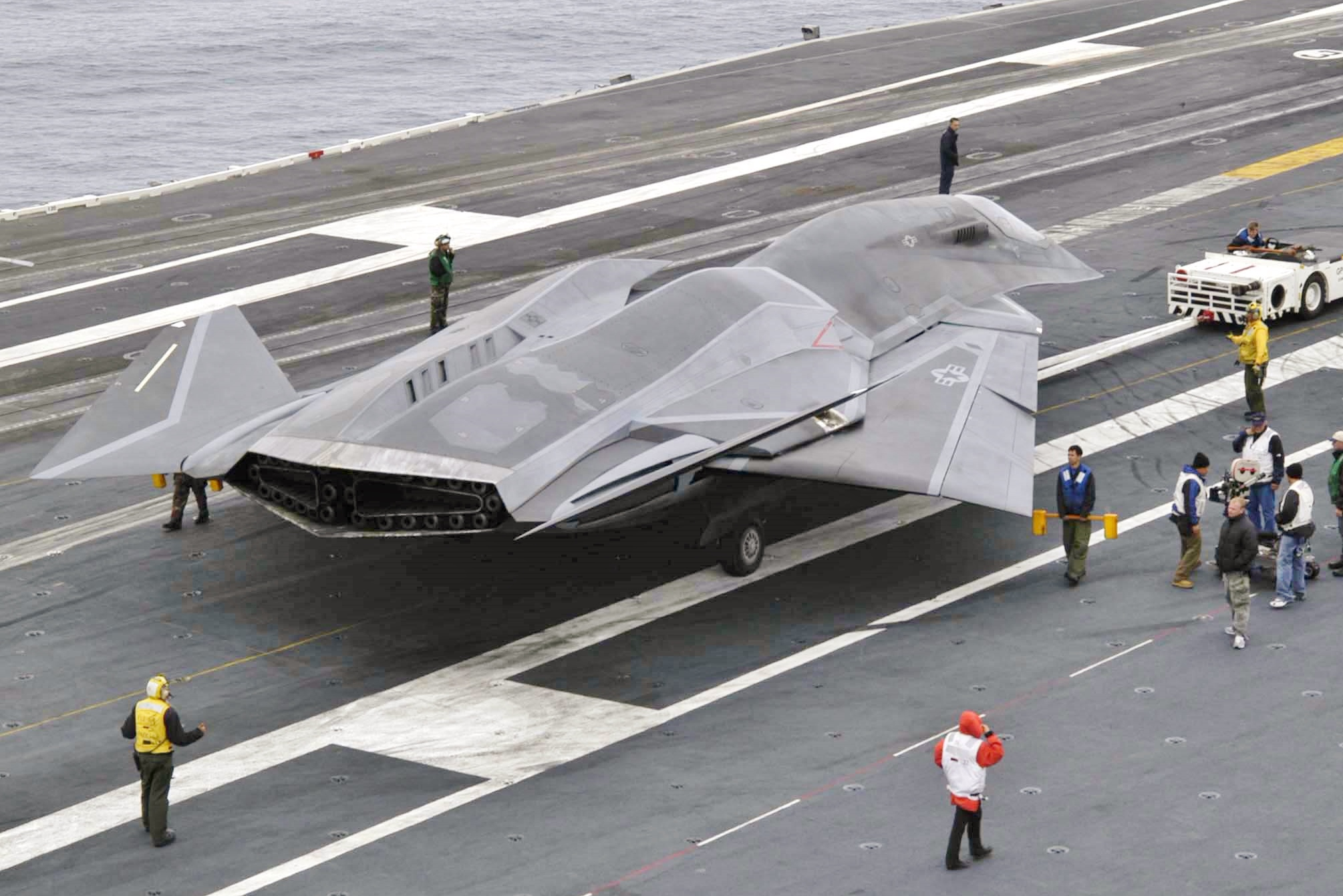
Samolot Szpon (F/A-37 Talon)

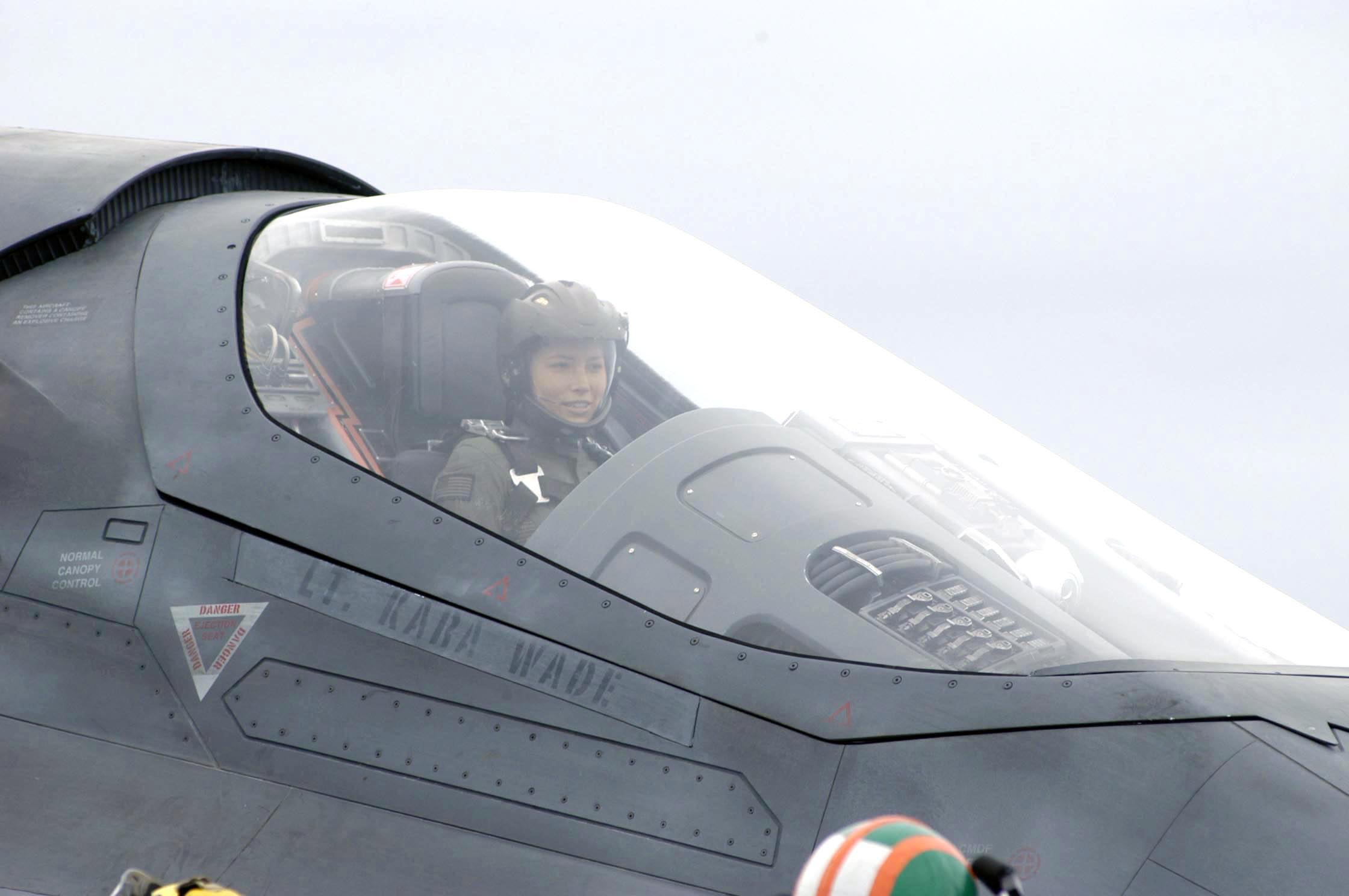
Jessica Biel w Szponie

Na lotniskowcu okazuje się, że jest nim nie pilot, a samolot – Edi. Nie musi mieć pilota, ponieważ posiada zaawansowany komputer kwantowy, wyposażony w sztuczną inteligencję – pilotuje się sam. Osiągami nieznacznie przewyższa Szpony. Na drugi dzień odbywa się lot próbny Ediego i Szponów. Piloci mają uczyć Ediego technik awiacji. Po krótkim czasie okazuje się jednak, że Edi jest świetnym lotnikiem. W trakcie lotu eskadra dostaje jednak nowe rozkazy. CIA dowiedziało się, że za 23 minuty w Rungonie (stolica Birmy) ma odbyć się szczyt terrorystyczny poświęcony planowaniu ataku terrorystycznemu na USA. To może być ostatnia szansa na oddanie precyzyjnego ataku. Okazuje się jednak, że dach budynku, w którym jest celem jest pokryty czterometrową warstwą betonu, co uniemożliwia przebicie go uzbrojeniem jakie mają. Edi wpada na pomysł, że jeśli wypuści się pocisk lecący z bardzo dużą prędkością, to uda się przebić dach. Jednak niebezpieczeństwo zamroczenia spowodowane dużym przeciążeniem wynosi 73%. Cummings wydaje rozkaz, by Edi wykonał misję, gdyż zamroczenie mu nie grozi, ale Gannon upiera się, że to on wykona zadanie, gdyż Ediemu brak doświadczenia. W efekcie Gannon gwałtownie nurkuje w dół, nabiera prędkości i zrzuca pocisk. Znów udaje się osiągnąć efektywność 100/100 przy stratach niepożądanych 0/100. Eskadra wraca do bazy. Jednak lądowanie na lotniskowcu bardzo utrudnia burza. Jeden piorun trafia Ediego, któremu ledwie udaje się awaryjnie wylądować. Okazuje się, że wyładowanie uszkodziło sieć neuronową jego „mózgu”. Na czas naprawy piloci dostają przepustkę do pobliskiej Tajlandii.
Ich przepustkę przerywa zagrożenie kryzysu nuklearnego. Dyktator tadżykistańskiej prowincji jest w posiadaniu głowic nuklearnych. Znów ma z nimi lecieć Edi – który rzekomo jest już gotowy. Gdy dolatują na miejsce okazuje się, że w pobliskiej wiosce żyje ponad tysiąc rolników. Przy zniszczeniu celu byliby oni skazani na zagładę. Poza tym przy obecnym wietrze radioaktywna chmura doszłaby na drugi dzień do Pakistanu. Gannon, jako dowódca eskadry, ku niezadowoleniu Cummingsa każe odwołać misję. Jednak Edi nie wykonuje rozkazu i postanawia sam zniszczyć głowice. Reszta rzuca się za nim w pościg, ale nie udaje im się powstrzymać Ediego. Po tym incydencie samolot nie chce wrócić do szyku. Informuje tylko, że wybiera inne cele. Przy obecnym uzbrojeniu może zabić 150 tysięcy ludzi. Po jakimś czasie udaje się go namierzyć. Purcell goni go. Jednak Ediemu udaje się go wymanewrować tak, że uderza w skałę i jego samolot wybucha. Ediemu znów udaje się uciec.
Gdy piloci otrząsają się ze straty przyjaciela okazuje się, że samolot porucznik Wade także został uszkodzony kawałkiem maszyny Henry'ego. Kara odłącza się od szyku i wraca do bazy, a Ben leci zatankować do bezzałogowego sterowca-cysterny. Tam też spodziewa się znaleźć Ediego – któremu także kończy się paliwo.
Tymczasem Wade nie udaje się dolecieć do bazy – jej samolot rozbija się, a ona ląduje na spadochronie na terenie strefy zdemilitaryzowanej w Korei Północnej. Gdy Gannon dolatuje na miejsce wokół sterowca jest chmura paliwa, które wydobywa się z uszkodzonego przez Ediego przewodu paliwowego. Kiedy tankuje, z chmury wyłania się Edi zapalając ją. Gannon cudem ucieka przed wybuchem całego sterowca. Edi po raz kolejny wymyka się. Jednak nie na długo – po chwili znów udaje się go namierzyć. Jest na terytorium powietrznym Rosji i gonią go dwa rosyjskie myśliwce, które jak się okazuje strzelają także do Gannona. Pilot decyduje się sprzymierzyć z Edim przeciwko Rosjanom. Kilkuminutowa walka powietrzna zakończyła się zniszczeniem rosyjskich myśliwców, uszkodzeniem silnika samolotu Gannona i pożarem przewodu paliwowego Ediego, który dzięki Gannonowi udało się ugasić wodą z pobliskiego jeziora Bajkał. W zamian za ratunek Edi anuluje swoje cele. Następnie dostają rozkaz lotu do bazy na Alaskę – gdyż nie dolecą do lotniskowca.

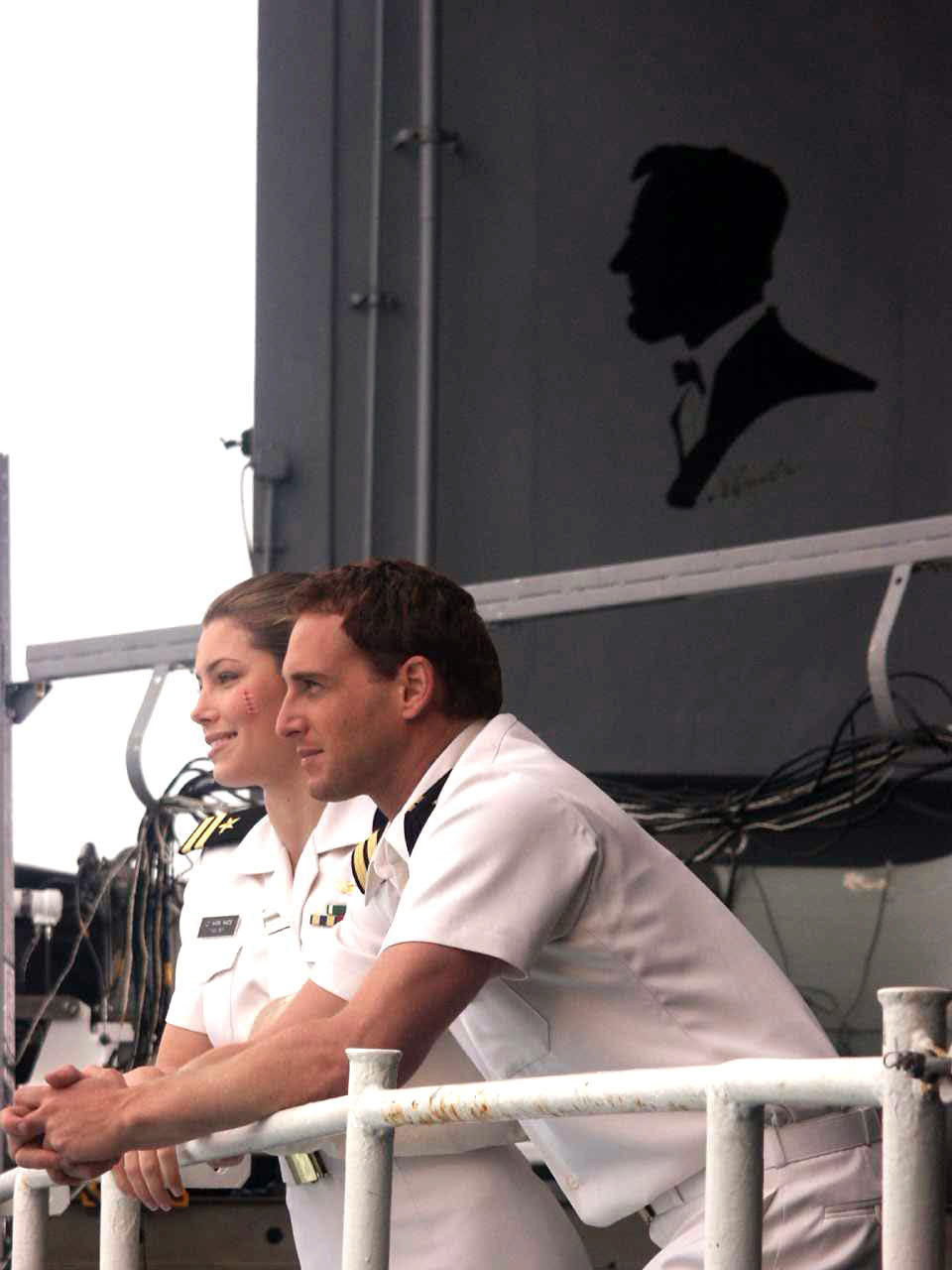
Ostatnia scena filmu – rozmowa Kary i Bena

Kiedy są na miejscu, Gannonowi ledwie udaje się wylądować, a jego samolot jest poważnie uszkodzony. Edi jest natomiast przewieziony do hangaru. Tam czeka na niego jego twórca – genialny programista – Keith Orbit (Richard Roxburgh), któremu zlecono wyczyszczenie pamięci Ediego. Także lekarz który opatruje Gannona chciał wstrzyknąć mu truciznę, został jednak obezwładniony. Następnie Gannon idzie do hangaru i zabija strażników pilnujących Orbita. Każe mu poskładać Ediego. Gdy jest już gotowy, zajmuje miejsce w jego kokpicie, robi spustoszenie w bazie i odlatuje na pokładzie Ediego. Udaje się w kierunku Korei – by odbić Karę, która została postrzelona przez koreańską grupę pościgową. W międzyczasie kontaktuje się z Dickiem Marshfieldem (Joe Morton) i zdaje mu relację z sytuacji. Ten idzie aresztować Cummingsa, który podczas chwili samotności popełnia samobójstwo. Edi jest na miejscu kiedy Kara zbliża się do granicy z Koreą Południową. Ostatnimi rakietami niszczy północnokoreańskie strażnice i ląduje. Gannon wysiada z niego i idzie po Karę. Gdy razem wracają do Ediego, zza zabudowań wyłania się wrogi helikopter. Otwiera ostrzał do Bena i Kary. Edi startuje i odpowiada ogniem. Kiedy jego ataki okazują się nieskuteczne. Edi postanawia dokonać ataku kamikadze – zderza się z helikopterem, poświęcając swoje „życie” dla Bena i Kary, którym udaje się bezpiecznie przekroczyć granicę.
Następnie przenosimy się z powrotem na lotniskowiec USS Abraham Lincoln, na którym odbywa się pogrzeb Henry’ego. Po jego zakończeniu, gdy Kara rozmawia z Benem, ten wyznaje jej miłość.

## Technologie zaprezentowane w filmie
W filmie możemy zobaczyć wiele przyszłościowych technologii. Niektóre z nich znajdują się obecnie na etapie badań i eksperymentów naukowych, lecz są i takie, które są wdrażane.
Przykłady
- bomba paliwowo-powietrzna
- fikcyjne samoloty Szpon (F/A-37 Talon)
- komputer kwantowy
- bezzałogowy samolot bojowy
- sztuczna inteligencja
- silnik pulsacyjno-detonacyjny(inne języki)
- silnik Scramjet
- sztuczna sieć neuronowa